# プレダッツォ
プレダッツォ（イタリア語: Predazzo）は、イタリアのトレンティーノ＝アルト・アディジェ州トレント自治県にある人口約4,500人の基礎自治体（コムーネ）。
ヴァル・ディ・フィエンメで最多の人口を持つ町である。町の北にあるスキージャンプ競技場（ジャンプ台）では、国際的な競技会も開催される。

## 地理

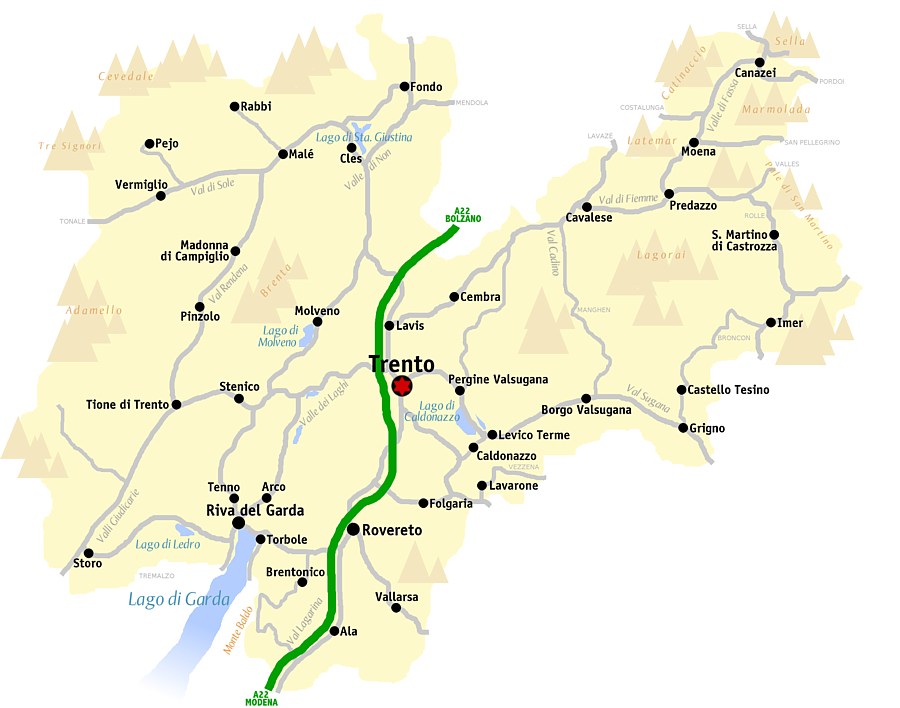
トレント県概略図

### 位置・広がり
トレント自治県北東部、ヴァル・ディ・フィエンメに位置する。ヴァル・ディ・フィエンメの中心地であるカヴァレーゼから東北東へ11km、ボルツァーノから南東へ28km、県都トレントから北東へ46kmの距離にある。

#### 隣接コムーネ
隣接するコムーネは以下の通り。括弧内のBZはボルツァーノ自治県所属を示す。
| - カナール・サン・ボーヴォ - モエーナ - ノーヴァ・レヴァンテ (BZ) - ノーヴァ・ポネンテ (BZ) - パンキア - プリミエーロ・サン・マルティーノ・ディ・カストロッツァ (シロール、トナディーコ) - テーゼロ - ジアーノ・ディ・フィエンメ |

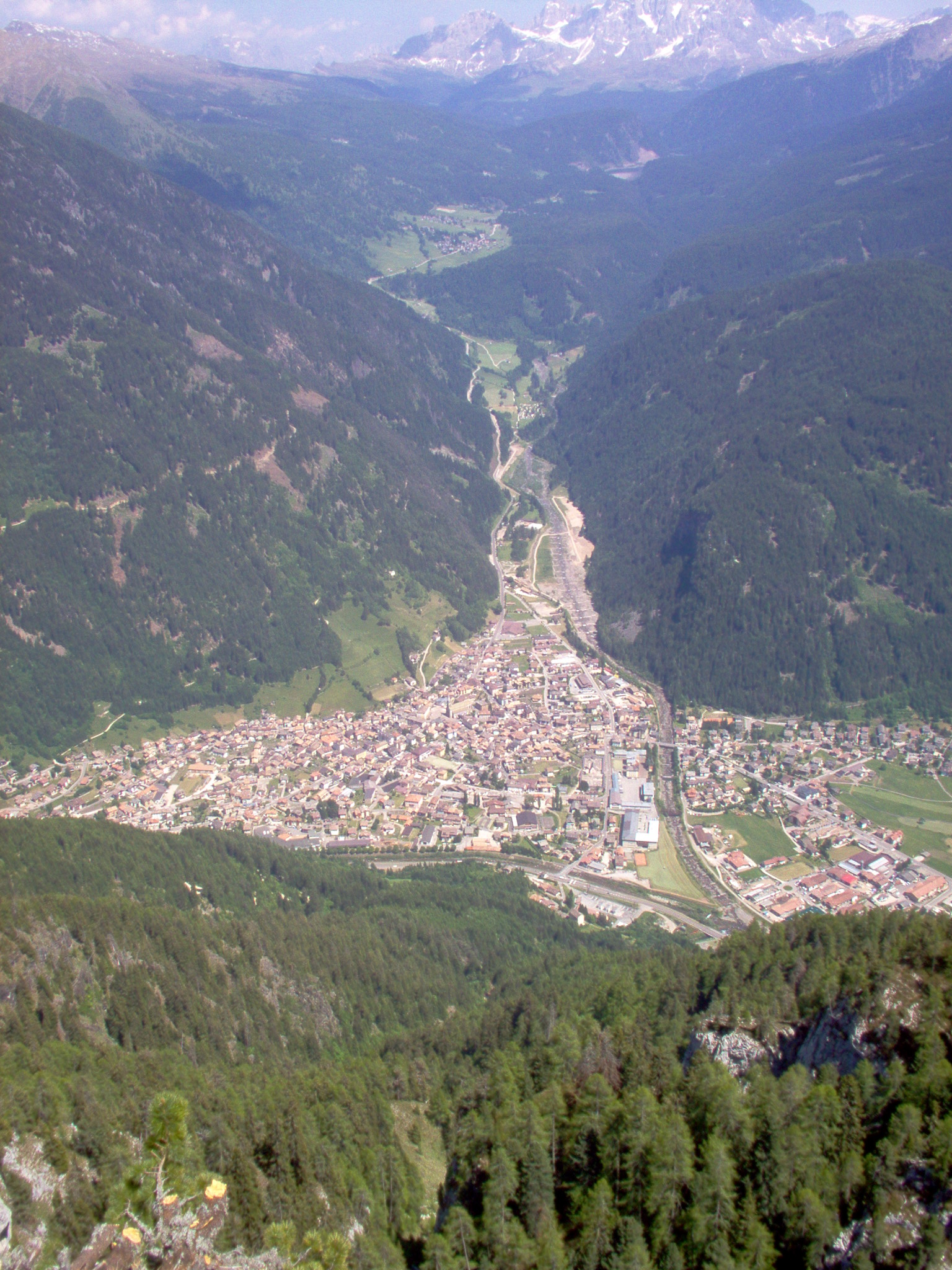
プレダッツォ

## 行政

### 分離集落
プレダッツォには、以下の分離集落（フラツィオーネ）がある。
- Bellamonte, Fòl, Coste, Zaluna, Mezzavalle, Paneveggio

### Comunità di valle
トレント自治県が設置した広域行政組織 Comunità di valle 「ヴァル・ディ・フィエンメ」 (it:Comunità territoriale della Val di Fiemme)  （事務所所在地: カヴァレーゼ）を構成するコムーネの一つである。

## 住民

### 言語
| 少数言語話者の割合（2011年） | 少数言語話者の割合（2011年） | 少数言語話者の割合（2011年） | 少数言語話者の割合（2011年） | 少数言語話者の割合（2011年） |
| ---------------------------- | ---------------------------- | ---------------------------- | ---------------------------- | ---------------------------- |
|                              |                              |                              |                              |                              |
| ラディン語                   | ラディン語                   |                              | 1.7%                         | 1.7%                         |
| モケーニ語                   | モケーニ語                   |                              | 0.0%                         | 0.0%                         |
| チンブロ語                   | チンブロ語                   |                              | 0.0%                         | 0.0%                         |

2011年10月9日に行われた国勢調査によれば、住民4538人中75人（1.7%）がラディン語話者であった。

## スポーツ

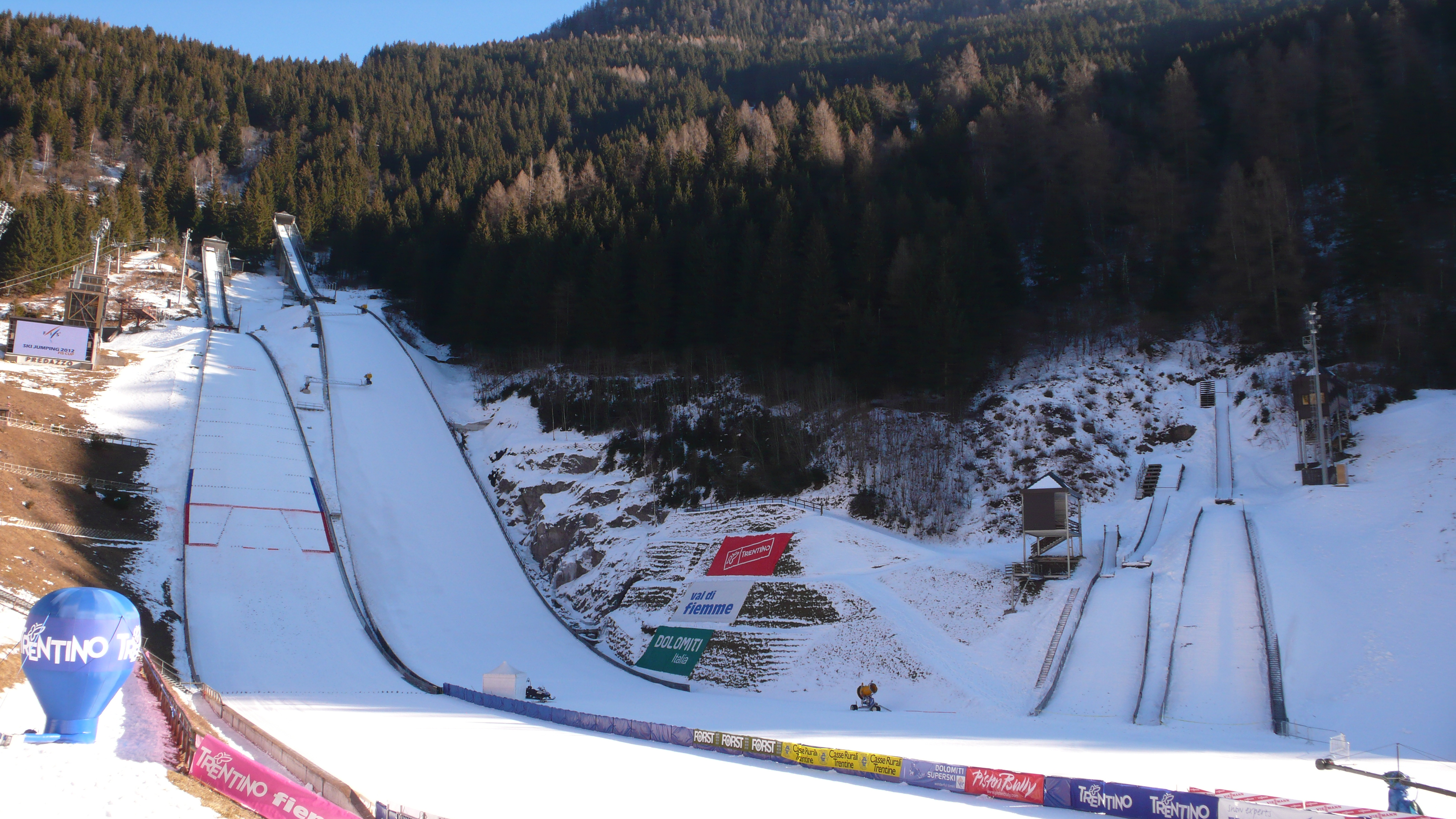
Trampolino Giuseppe Dal Ben

### スキー
街の北側にはスキージャンプ競技場「Trampolino Giuseppe Dal Ben」 (it:Trampolino Giuseppe Dal Ben) がある。
この競技場では、2013年までに3回ノルディックスキー世界選手権が開催された（1991年大会、2003年大会、2013年大会）。

## 姉妹都市
- Hallbergmoos（ドイツ）1994年-
- フェッレーレ（イタリア）2005年-